# أذية (طب)
في الطبّ، يستخدم مصطلح أذيّة  (بالإنجليزية: Insult)، للدلالة على المسبب الذي ينتج عنه إصابة جسمية أو ذهنية. على سبيل المثال، يمكن لحرق الجلد (الإصابة) أن ينتج عن حادث حراري أو كيميائي أو إشعاعي أو كهربائي (الأذيّة). ومن الأمثلة الشائعة أيضا الإنتان والرضح واللذان ينتجان عن أذيّة خارجية، والتهاب الدماغ والتصلب المتعدد وأورام الدماغ وهي أمثلة لأذيّة الدماغ. ويمكن تصنيف الأذّيات بأنها وراثية أو بيئية.